# Hoher Bretterkopf
Der Hohe Bretterkopf ist ein 3078 m ü. A. hoher Berggipfel der Schobergruppe in Kärnten. Er bildet zusammen mit dem Mittleren Bretterkopf (3018 m ü. A.) und dem Vorderen Bretterkopf (3001 m ü. A.) die Bretterköpfe. Der Hohe Bretterkopf wurde erstmals am 3. August 1890 von Ludwig Purtscheller bestiegen.

## Lage
Der Hohe Bretterkopf liegt im nördlichen Zentrum der Schobergruppe an der Grenze zwischen den Gemeinden Heiligenblut am Großglockner im Westen und Großkirchheim im Osten. Nördlich des Hohen Bretterkopfs liegt der Mittlere Bretterkopf, südwestlich befindet sich getrennt durch das Seekamptörl (2922 m ü. A.) der Hintere Seekamp (3112 m ü. A.). Der Hohe Bretterkopf verfügt über einen langgezogenen Südostgrat, der ins Tal des Gradenbachs abfällt. Der Nordgrat führt zum Mittleren Bretterkopf, die Südwestflanke zum Seekamptörl. Nördlich und in geringem Ausmaß südlich des Seekamptörls liegt das Seekampkees, das nach Norden in den Vorderen Langtalsee entwässert. Südöstlich erstreckt sich das Innerretschitz-Kar mit dem gleichnamigen Retschitzbach. Nächstgelegener alpiner Stützpunkt ist die Elberfelder Hütte im Südwesten.

## Aufstiegsmöglichkeiten
Der Normalweg auf den abgelegen liegenden Hohen Bretterkopf führt vom Seekamptörl über die Südwestflanke auf den Gipfel. Das Seekamptörl kann dabei beispielsweise von der Elberfelder Hütte nach Norden über den zu den Langtalseen führenden Höhenweg erreicht werden, wobei der markierte Weg beim Vorderen Langtalsee verlassen wird und ab hier der unmarkierte Aufstieg über das Seekampkees zum Seekamptörl erfolgt. Der Schlussanstieg verläuft über Schuttbänder und lose Blöcke zum Gipfel (unschwierig). Vom Hohen Bretterkopf bietet sich auch eine Gratüberschreitung zum Mittleren und Vorderen Bretterkopf an. Alternativ kann der Hohe Bretterkopf beispielsweise auch vom Tal des Gradenbachs über die Bretterscharte und über den Nordgrat bestiegen werden.